# Бутирін Сергій Іванович
Сергій Іванович Бутирін (нар. 1900, місто Харків — загинув наприкінці грудня 1941) — український радянський партійний діяч. Член ЦК КП(б)У в 1940—1942 р. Депутат Верховної Ради СРСР 1-го скликання з 1941 року.

## Біографія
Народився у вересні 1900 року в родині робітника-слюсаря Харківського паровозобудівного заводу. У 1912 році закінчив трикласну церковноприходську школу в Харкові. У вересні 1912 — жовтні 1914 року — чорнороб в аптеці Щавинського в Харкові.
У жовтні 1914 — вересні 1916 року — помічник електромонтера Харківської електростанції. У вересні 1916 — листопаді 1917 року — електромонтер заводу товариства «Гельферіх-Саде» в Харкові. У листопаді 1917 — травні 1918 року — помічник електромонтера депо Південної залізниці. У травні 1918 — жовтні 1922 року — електромонтер Харківської електростанції.
У жовтні 1922 — квітні 1924 року — рахівник Харківського губернського продовольчого комітету. У квітні — грудні 1924 року — рахівник санаторію «Харакс» в місті Ялті Кримської АРСР. У грудні 1924 — серпні 1926 року — електромонтер Харківської кондитерської фабрики «Октябрь».
Член ВКП(б) з травня 1926 року.
У серпні 1926 — жовтні 1927 року — завідувач відділу постачання Харківського кондитерського тресту. У жовтні 1927 — листопаді 1929 року — електромонтер Харківської кондитерської фабрики «Октябрь».
У листопаді 1929 — листопаді 1930 року — слухач курсів директорів харчової промисловості у Москві.
У листопаді 1930 — лютому 1931 року — помічник директора з виробничих нарад Харківської кондитерської фабрики «Октябрь». У лютому 1931 — березні 1932 року — секретар партійного колективу Харківської кондитерської фабрики «Октябрь». У березні 1932 — жовтні 1933 року — голова Харківської обласної профспілки мукомолів.
З жовтня 1933 до 1937 року — голова Онуфріївського районного виконавчого комітету Харківської області.
Закінчив Харківський державний університет.
З 1938 до 15 листопада 1938 року — інструктор Центрального Виконавчого Комітету Української РСР; інструктор Верховної Ради Української РСР. З 15 листопада 1938 до 1 квітня 1939 року — керуючий справами Президії Верховної ради Української РСР.
У лютому 1939 — серпні 1941 року — 1-й секретар Миколаївського обласного комітету КП(б) України.
З липня 1941 року — член Військової Ради 26-ї армії Південно-Західного фронту, бригадний комісар. Потрапив у оточення в районі міста Лохвиця Полтавської області. Прорвався до партизанського загону. Загинув під час бойових дій.